# Образцов, Пётр Алексеевич
Пётр Алексе́евич Образцо́в (род. 10 августа 1950, Москва, СССР) — советский и российский химик, переводчик, журналист и писатель. Кандидат химических наук (1979).

## Биография
В 1967 году окончил среднюю школу.
В 1972 году окончил химический факультет МГУ имени М. В. Ломоносова.
В 1972—1992 годы — научный сотрудник Институте химической физики РАН.
В 1979 году в Институте химической физики РАН защитил диссертацию на соискание учёной степени кандидата химических наук по теме «Изучение жидкофазной кислотно-катализируемой дегидратации алифатических спиртов импульным газохроматографическим методом» (специальность 02.00.15 — кинетика и катализ).
В 1989 году работал заместителем директора Института биомедицинской химии РАМН, внештатным переводчиком с японского языка Всесоюзного центра переводов, а также переводчиком-референтом с разных языков в ВИНИТИ.
В 1992—1995 годы — директор литературного агентства «Патриаршие пруды».
В 1995—1997 годы — обозреватель отдела «Клуб потребителей» газеты «Комсомольская правда».
В 1997—1999 годы — главный редактор газеты «Покупатель».
В 1998 году выпустил критическую книгу о рекламе «Чепуха на прилавке».
В 1999 году — научный обозреватель газеты «Неделя» и эксперт-обозревателем отдела «Экспертиза» газеты «Известия».
С 2001 года — шеф-редактор вкладки «Наука» газеты «Известия», а также редактор выпуска «Экология».
В 2002 году апрельском номере журнала «Октябрь» и декабрьском номере журнала «Знамя» опубликовал подборку собственных рассказов.
В 2004 и 2005 годах выпустил критические книги «АнтиМулдашев. От кого произошёл уфимский офтальмолог» и «Азбука шамбалоидов. Мулдашев и все-все-все» о Э. Р. Мулдашеве. Тогда же выпустил конспирологическую книгу «АнтиГарриПоттер».
В 2009 году выпустил книгу «Никола Тесла: ложь и правда о великом изобретателе».
Автор более 40 статей в научных журналах. Автор более 1500 статей в газетах «Комсомольская правда», «Известия», «Покупатель», «Клиент всегда прав», журналах «Парадокс», «GEO», «Гала», «Вояж», «Наука и жизнь», «Paris Match», «Неделя», «National Geographic»

## Научно-популярные работы
- Образцов П. А. Чепуха на прилавке. — М.: Norma, 1999. — 127 с. — (Библиотека покупателя). — ISBN 5-87783-093-7.
- Образцов П. А. АнтиМулдашев. От кого произошёл уфимский офтальмолог?. — М.: Яуза, Эксмо, 2004. — 256 с. — 15 000 экз. — ISBN 5-699-06943-7. Архивировано 9 марта 2016 года.
- Образцов П. А. Азбука шамбалоидов: Мулдашев и все-все-все. — М.: Яуза, Пресском, 2005. — 288 с. — (АнтиМулдашев). — 9000 экз. — ISBN 5-98083-038-3. Архивировано 2 июня 2017 года.
- Образцов П. А., Батенёва С. АнтиГарриПоттер. — М.: Яуза, 2005. — 288 с. — (АнтиМулдашев). — 6000 экз. — ISBN 5-87849-193-1.
- Образцов П. А., Батенёва С. АнтиГарриПоттер. — М.: Эксмо, 2005. — 288 с. — (АнтиМулдашев). — 2000 экз. — ISBN 5-87849-193-1.
- Образцов П. А. Антимаркетинг. Как нас дурят: справочник потребителя. — М.: Пресском: Яуза, 2005. — 255 с. — ISBN 5-98083-049-9.
- Образцов П. А. Евангелие от Иуды. — М.: Быстров, 2006. — 287 с. — ISBN 5-9764-0001-9.
- Образцов П. А. АнтиМулдашев. От кого произошёл уфимский офтальмолог?. — М.: Яуза, Эксмо, 2007. — 224 с. — (Раскрытые тайны). — 5000 экз. — ISBN 978-5-9764-0092-4.
- Образцов П. А., Савин А. А. Тайная история вещей. — М.: Кн. клуб 36.6, 2007. — 365 с. — ISBN 978-5-98697-077-6.
- Образцов П. А. Тайная история еды. — М.: Кн. клуб 36,6, 2008. — 285 с. — ISBN 978-5-98697-089-9.
- Образцов П. А. Никола Тесла: ложь и правда о великом изобретателе. — М.: Эксмо, 2009. — 288 с. — (Никола Тесла. Рассекреченная история). — ISBN 978-5-699-33959-4.
- Образцов П. А., Шенгелевич М. 2012. Конец света. Ложь и правда. — М.: Эксмо, 2009. — 254 с. — (2012. Год апокалипсиса). — ISBN 978-5-699-37981-1.
- Образцов П. А. Мир, созданный химиками: от философского камня до графена. — М.: КоЛибри:Азбука-Аттикус, 2011. — 319 с. — (Galileo). — 3000 экз. — ISBN 978-5-389-02734-3.
- Образцов П. А. Удивительные истории о существах самых разных: тайны тех, кто населяет землю, воду и воздух. — М.: ЛомоносовЪ, 2012. — 252 с. — (Лучшее увлекательное чтение:ЛУЧ). — 1200 экз. — ISBN 978-5-91678-129-8.
- Образцов П. А., Шенгелевич М. Русские гении за рубежом. Зворыкин и Сикорский: биографии изобретателя телевидения и гениального авиаконструктора. — М.: ЛомоносовЪ, 2014. — 235 с. — (Лучшее увлекательное чтение:ЛУЧ). — ISBN 978-5-91678-216-5.